# Carry Me in Your Dreams
Carry Me in Your Dreams è il singolo di debutto della cantante albanese Kejsi Tola, pubblicato senza etichetta discografica nel 2009.
Dopo che la versione albanese ha vinto il Festivali i Këngës 2008, ha rappresentato l'Albania all'Eurovision Song Contest 2009, classificandosi al 17º posto nella finale dell'evento.

## Tracce
Testi di Agim Doçi, musiche di Edmond Zhulali.
1. Carry Me in Your Dreams – 3:07